# Île Plane (Tunisie)
Cet article concerne l'île de Tunisie. Pour l'île française de Calseraigne dit île Plane, voir Île Calseraigne.
L'île Plane (arabe : الجزيرة المنبسطة) est une île rocheuse située au nord de la Tunisie.
Elle se trouve dans le prolongement du cap Sidi Ali El Mekki, plus précisément à 2,3 miles de la côte. C'est un plateau s'élevant de huit mètres au-dessus du niveau de la mer qui abrite un bâtiment de la marine nationale tunisienne et un phare haut de douze mètres mis en service en juin 1888.